# Torrero
Torrero-La Paz es un distrito de Zaragoza.
Está regido por una Junta Municipal.
Está dividido en cinco zonas: Torrero, San Antonio, Venecia, La Paz y Parque Venecia, de reciente urbanización. Está situado en la parte sur del municipio de Zaragoza y limita con los barrios de Universidad, San José y Las Fuentes y al sur con los municipios de Cuarte de Huerva, María de Huerva y Cadrete.

## Historia
Durante la Guerra de la Independencia Española, Torrero opuso una gran resistencia y fue donde se reagruparon las fuerzas de resistencia del Alto Aragón. Se llamaron 1.º de Voluntarios de Torrero y posteriormente 1.º de Voluntarios de Aragón, destacándose por sus acciones heroicas contra el ejército napoleónico, y después fue tomado como modelo por el Carlismo para sus batallones de voluntarios.
Un hito importante es la construcción, impulsada por Ramón Pignatelli, del Canal Imperial de Aragón, cuyas aguas llegan a Zaragoza en 1784, y del cementerio en 1834, con lo que aumentó la población del barrio. A Torrero también se refiere el novelista británico Hugh Stowell Scott en su novela The Velvet Glove.
A principios del siglo XX, la principal fuente económica del barrio eran las canteras de yeso, de aquí viene el nombre de la Plaza de las Canteras situada en este barrio. Sus límites eran más amplios, por el norte hasta la actual calle Juan Pablo Bonet y Tenor Fleta, de manera que el patrón del barrio de Torrero es San Antonio de Padua, cuya iglesia está a extramuros del mismo, en el actual barrio de San José. Otro hecho importante fue la construcción de la cárcel provincial en 1928. Durante la guerra civil española, se produjeron los llamados Fusilamientos de Torrero, que ampliamente recoge Gumersindo de Estella en sus cuadernos.
El nombre de Puente de América proviene a que fue construido por los militares del destacamento América. El puente actual data de 1904 y en la actualiadad está sobrecargado de tráfico, pese a que ya no es el único puente sobre el Canal a 2020.
Torrero se convirtió en un barrio de acogida de inmigrantes, sobre todo del campo aragonés, durante el desarrollismo franquista, donde se realizaron actuaciones de vivienda de protección oficial y en treinta años pasó de 1200 a 12 000 viviendas.
El barrio de La Paz, situado en la parte Este de Torrero, nació a mitad de los años cuarenta. Entre sus primeros habitantes había muchos andaluces. El nombre del barrio se debe al padre Emilio Pérez Vidal, sacerdote que cedió varios terrenos en los que se construyeron casetas, que se dividían en parcelas. Desde los años cincuenta y hasta 1978 más de cien familias gitanas poblaron la zona del barrio conocida como La Quinta Julieta, al norte del barrio junto al Canal.
Actualmente se encuentra en esta zona el parque de La Paz, y el barrio es reconocido en la ciudad como uno de los de mayor impulso popular, teniendo en cuenta lo relativo de su tamaño. Actividades y asociaciones culturales han encontrado en este barrio un amplio apoyo durante la última década.
Hoy en día es uno de los pulmones verdes del casco urbano de Zaragoza, pues cuenta con una de las mayores masas forestales: Los Pinares de Venecia. Además de gozar de gran popularidad entre los zaragozanos, es uno de los distritos de la ciudad mejor comunicados por transporte urbano, siendo definido actualmente como una de las mejores zonas residenciales en la actualidad.
De personalidad luchadora y reivindicativa por tradición, en la última década se han sucedido protestas para mejoras de la Ribera del Canal Imperial de Aragón, evitar el cierre de asociaciones de vecinos y la petición de mejora de las comunicaciones. Esto encuentra su máxima expresión en la existencia de un simbólico presidente de la República Independiente de Torrero, representado por la estatua del Cantero, sita en la Plaza de las Canteras, a la entrada del barrio por su punto más cercano al centro de la ciudad.
Parque Venecia es uno de los barrios más recientes del distrito, situado al sur de Torrero y La Paz, junto al Tercer Cinturón y próximo al centro comercial Puerto Venecia. Su urbanización comenzó en 2005 como parte del plan parcial del sector 88/1, con una previsión inicial de más de 4 000 viviendas, muchas de ellas de protección oficial. El barrio ha experimentado un notable crecimiento demográfico en la última década, atrayendo a familias jóvenes gracias a sus zonas verdes y a su proximidad al Canal Imperial de Aragón.
En la actualidad parece que Torrero-La Paz sale del distanciamiento histórico merced a los cinturones de circunvalación que lo acercan al resto de la ciudad y la construcción en su entorno del complejo de ocio y comercio Puerto Venecia, donde se integra el establecimiento más grande de España de la multinacional IKEA —que abrió sus puertas el 22 de mayo de 2007—.
El 18 de enero de 2019, abrió sus puertas la Casa de la Memoria Histórica en la Avenida América n.º 105.

## Galería

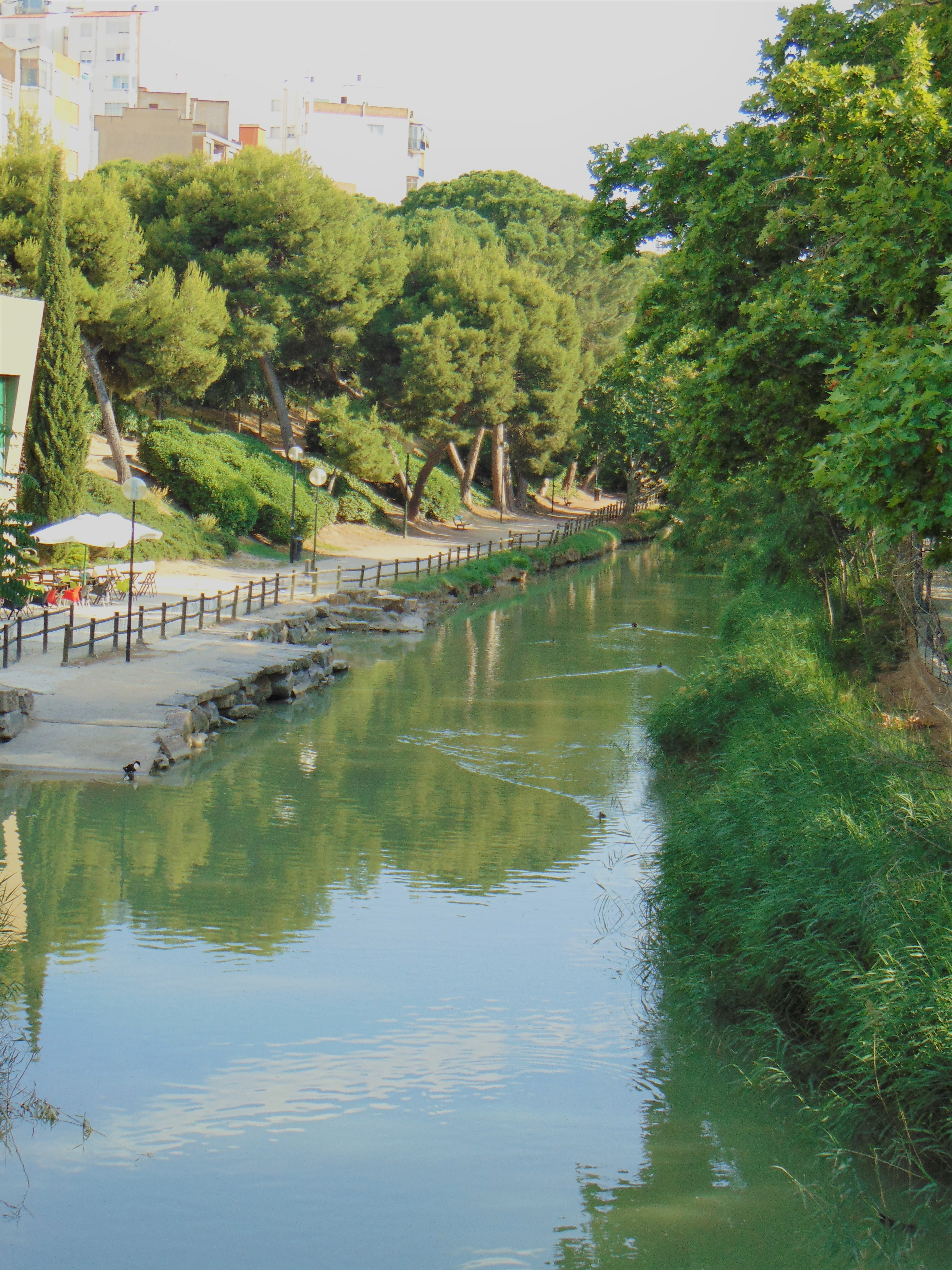
Embarcadero de Torrero.
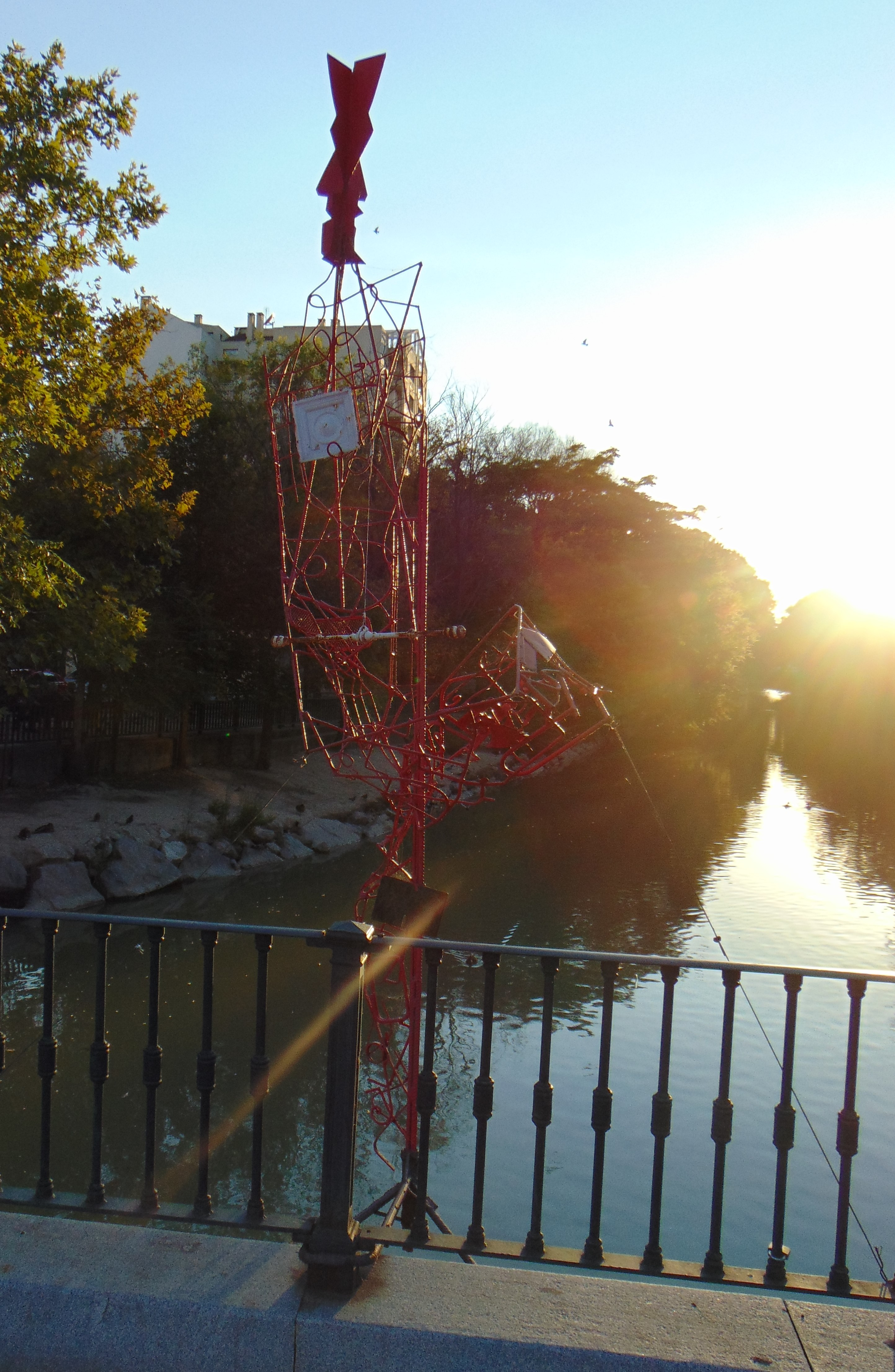
Alegoría al Canal Imperial.
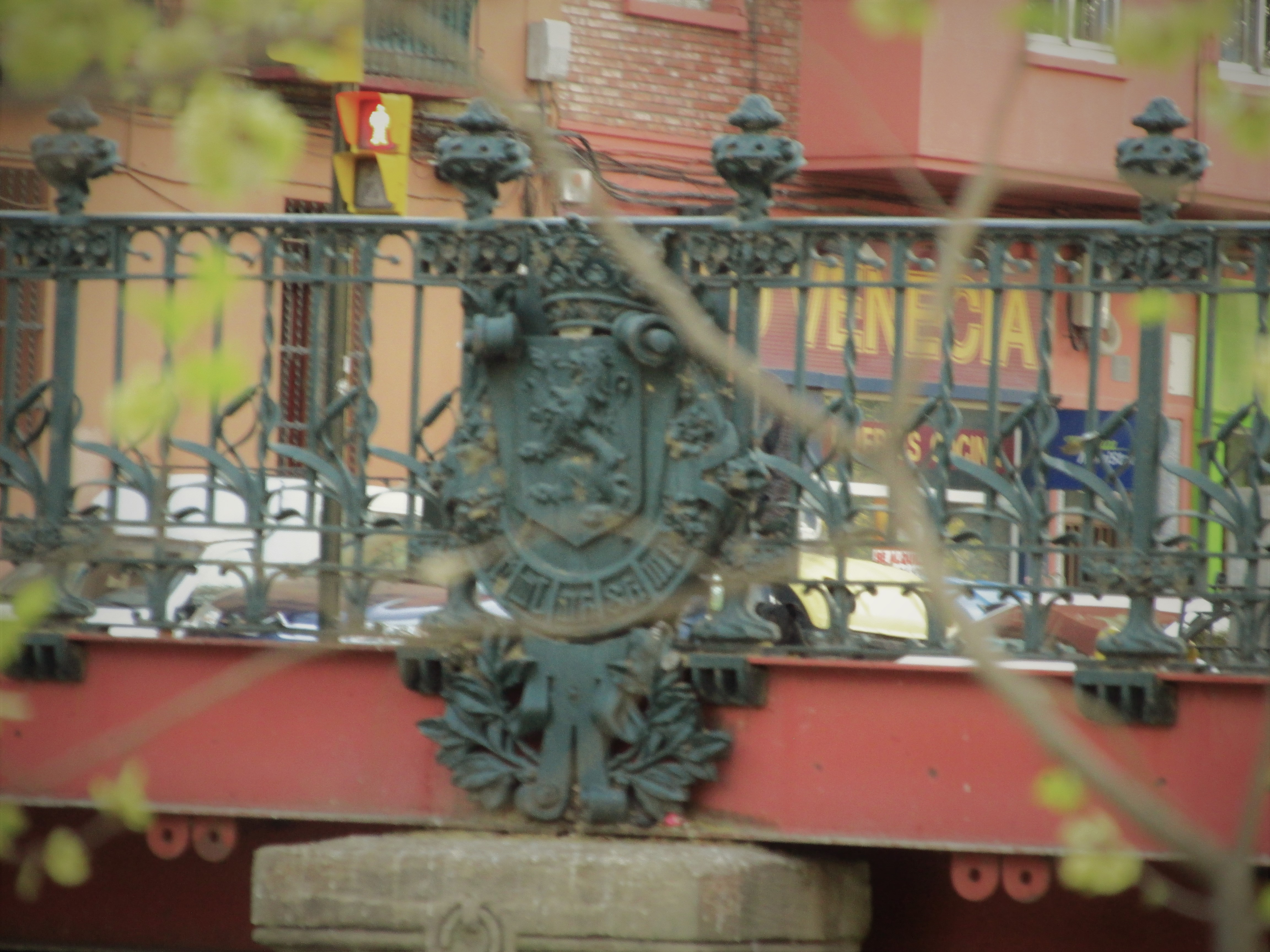
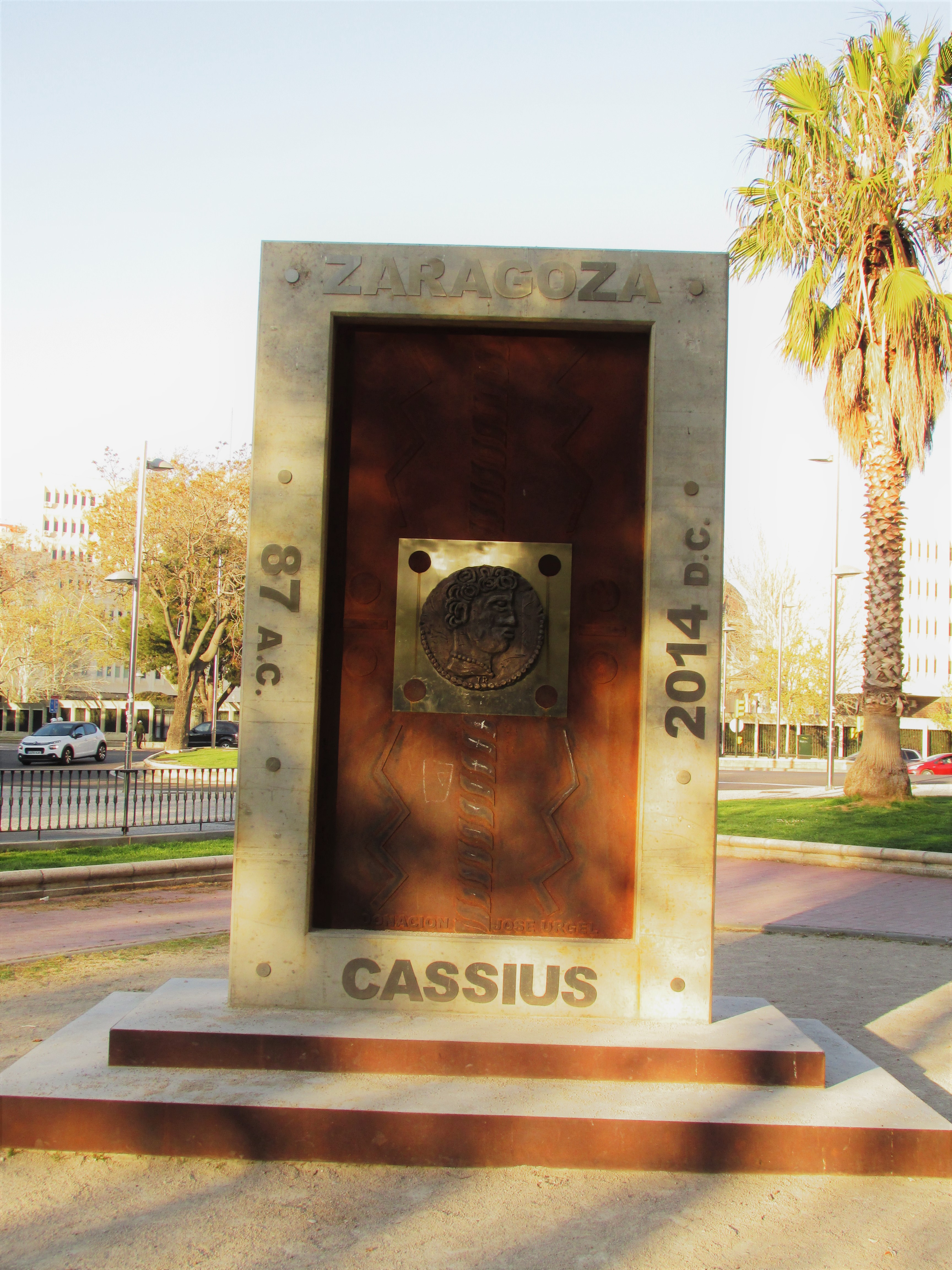
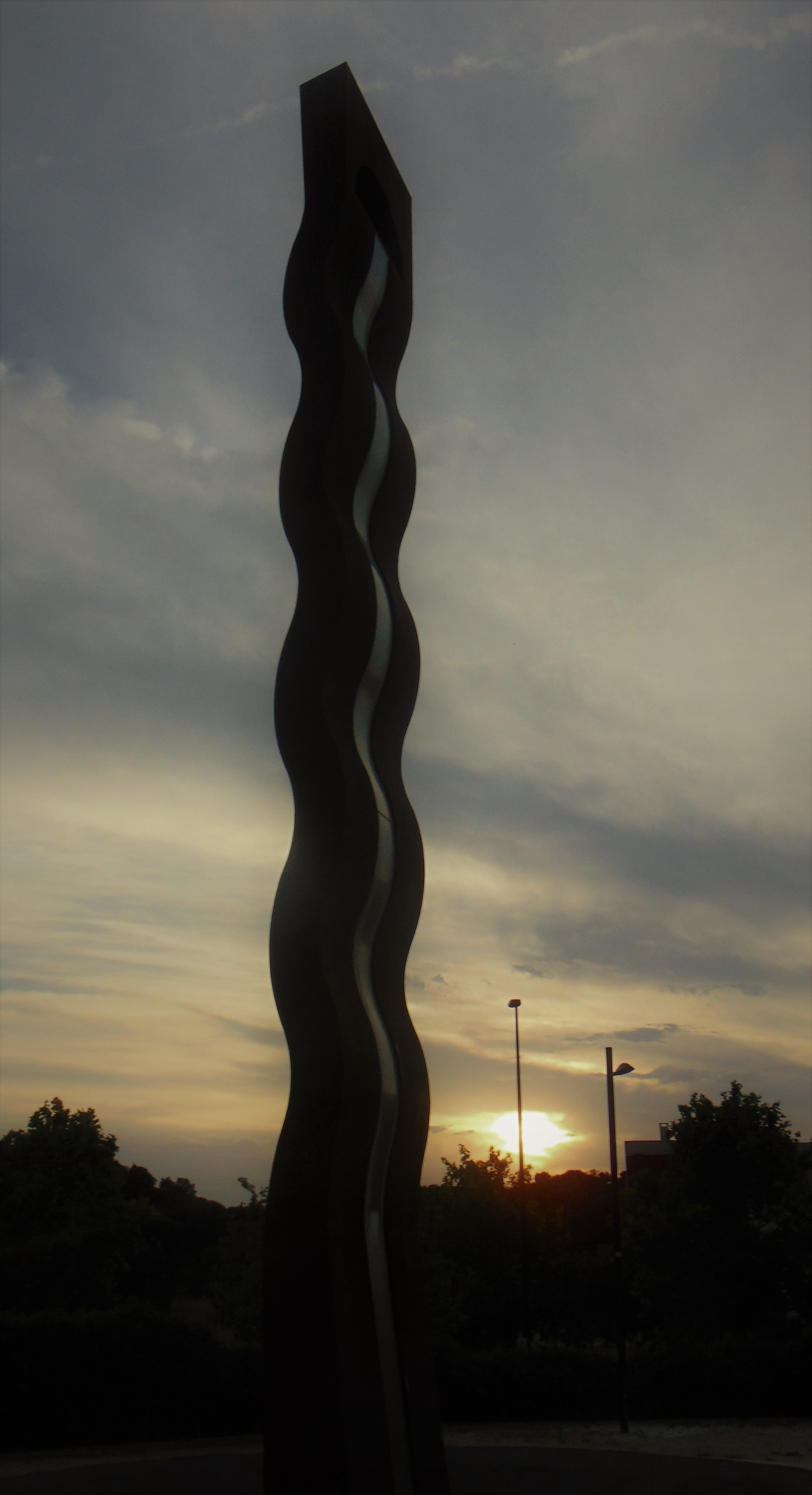
Monumento al Canal Imperial de Florencio de Pedro.

## Galería del Festival Asalto 2024
|  |
|  |

|  |
|  |

|  |
|  |

|  |
|  |

|  |
|  |

|  |
|  |

|  |
|  |

|  |
|  |

## Canal Imperial de Aragón

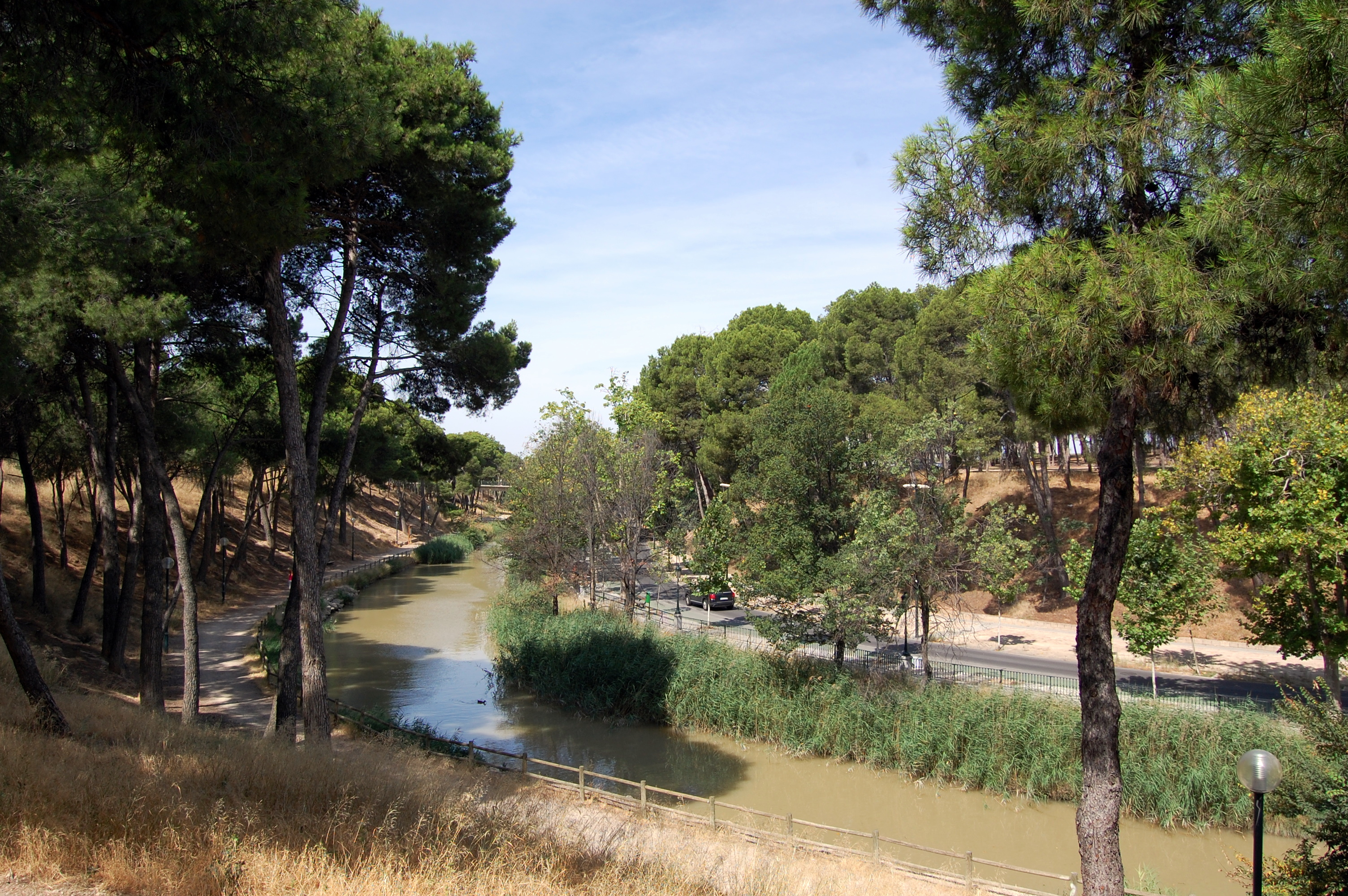
Canal Imperial de Aragón en los Pinares de Venecia.

El Canal Imperial de Aragón es una de las obras hidráulicas más importantes de Europa. Es un canal de riego y de navegación de 110 km construido de 1776 a 1790 entre Fontellas (Navarra) y Fuentes de Ebro (Zaragoza). Su construcción tenía por objeto mejorar el regadío de la antigua Acequia Imperial de Aragón, llevando el agua del río Ebro hasta Zaragoza y permitiendo extender el regadío en la región. Asimismo estableció un servicio de transporte de viajeros y mercancías entre Tudela y Zaragoza.
El Canal Imperial de Aragón atraviesa el distrito de Torrero-La Paz.

## El Cementerio de Torrero

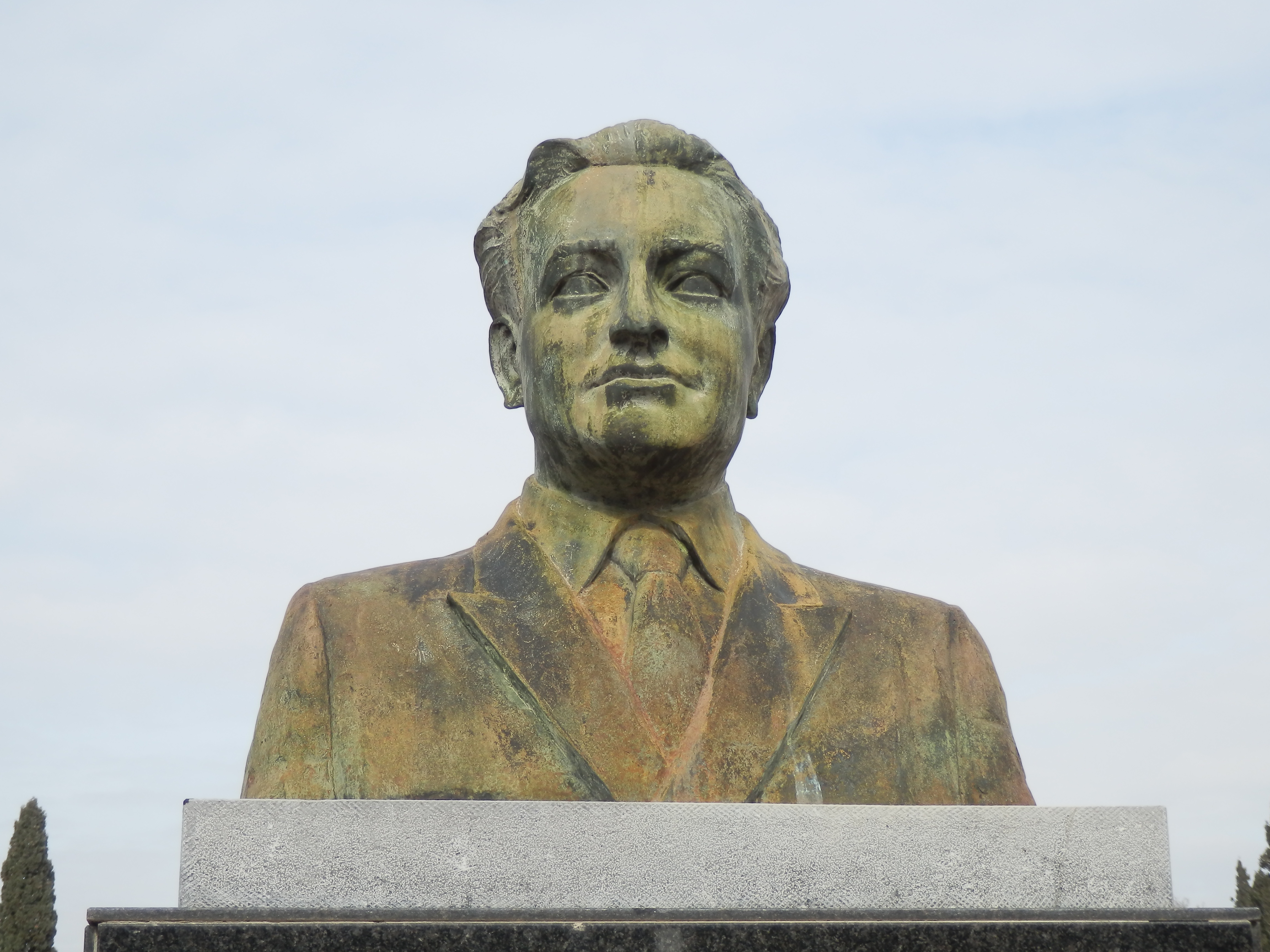
Busto de Miguel Fleta en el Cementerio de Zaragoza.

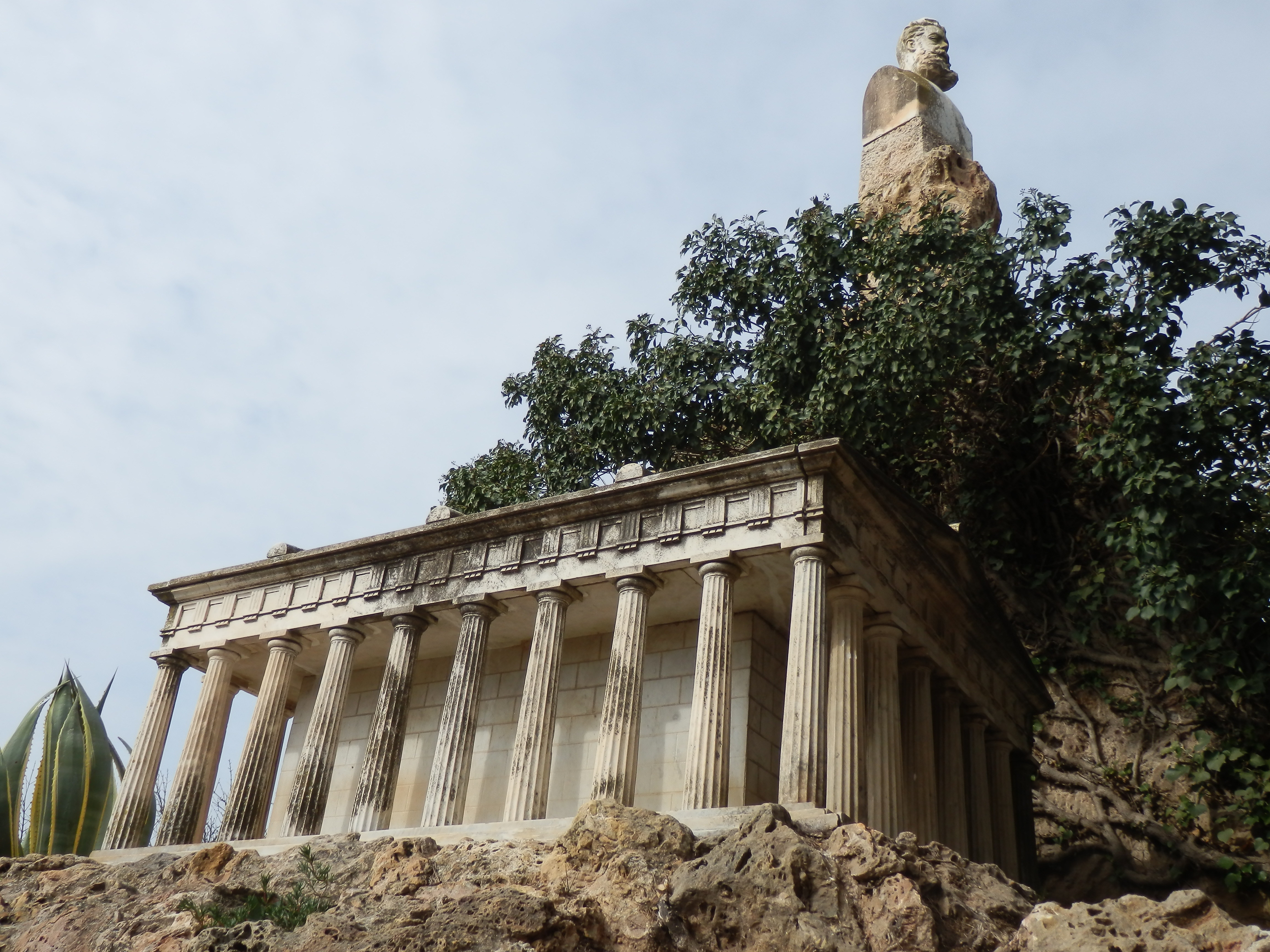
Panteón de Joaquín Costa en el Cementerio de Zaragoza.

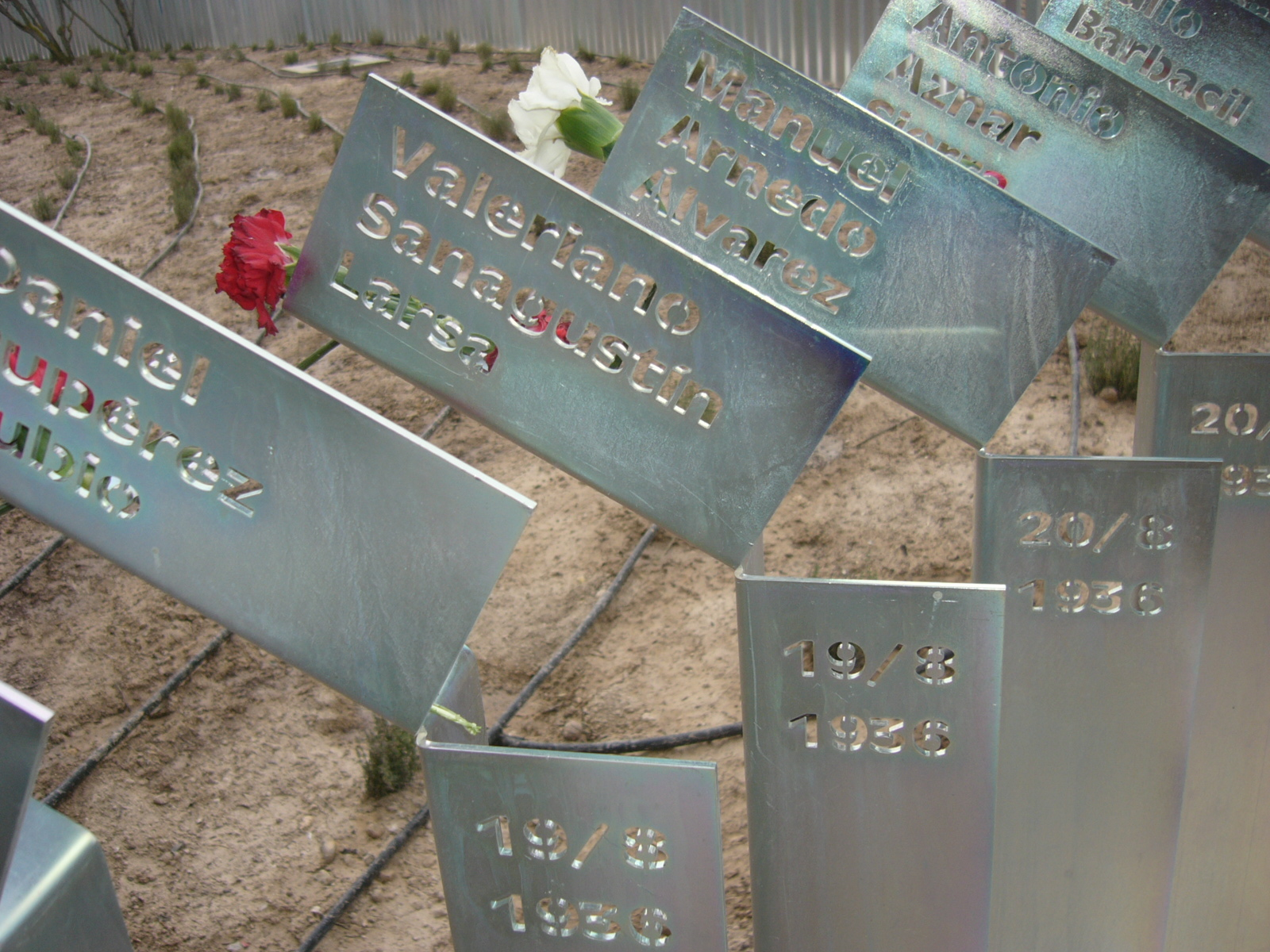
Memorial.

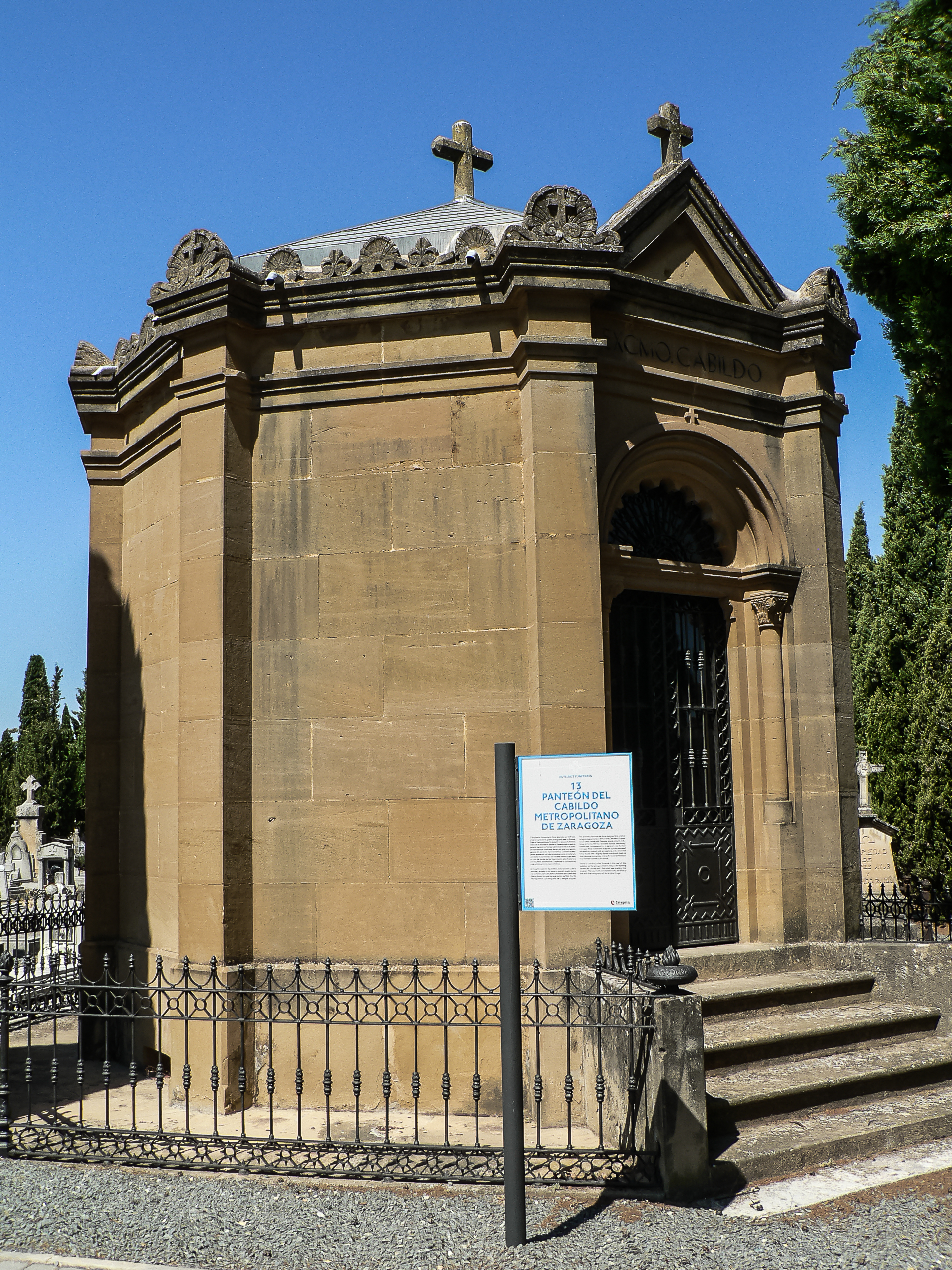
Panteón del Cabildo Metropolitano.

El capuchino Gumersindo de Estella presenció 1700 fusilamientos en las tapias del cementerio de Torrero (Zaragoza) entre 1936 y 1942. En 2014 el Ayuntamiento le dedicó una plaza en el cementerio de Torrero.
Desde el 19 de julio de 1936 hasta el 20 de agosto de 1946 se fusilaron a más de 3.543 personas de izquierdas en el muro del cementerio.
En octubre de 2010 se inauguró en el cementerio una espiral con los nombres de todas las víctimas.
El Ayuntamiento de Zaragoza organiza una ruta para visitar las tumbas de personas ilustres:

## Montes de Torrero
Debido a las singularidades que presenta el medio natural que nos rodea, la población exige la presencia de espacios que se caractericen fundamentalmente por la presencia de verdor, sombra, agua y equipamientos de ocio, lo que posibilita la realización de un conjunto de actividades que van desde las más pasivas (descanso, pic-nic) hasta las más activas (deporte, disfrute de la naturaleza). Para ello la ciudad abordó un conjunto de proyectos relacionados con estos Espacios Periurbanos (Galacho de Juslibol, Corredor verde el Ebro, Canal Imperial de Aragón, Galacho de la Alfranca…) entre los cuales se sitúa el de la Ordenación de los Montes de Torrero.
Este espacio, que tiene una superficie aproximada de 318 ha, se sitúa en la zona sur de la ciudad, quedando delimitado en su parte norte por los barrios de Torrero y La Paz, además de por el Canal Imperial de Aragón. Casi la totalidad de su extensión se encuentra ocupada por una densa vegetación de Pino carrasco lo que ha permitido su utilización por parte del conjunto de la población zaragozana como lugar de esparcimiento y ocio.

## Cárcel de Torrero
El dictador Miguel Primo de Rivera inauguró la cárcel en octubre de 1928. Su capacidad era de 160 personas. Estuvo vinculada a la represión de los movimientos revolucionarios y anarquistas.
Durante la guerra civil española fue el escenario de ejecuciones de presos por garrote vil. Miles de presos fueron ejecutados en las tapias del cercano cementerio de Torrero.
Durante la dictadura de Franco pasaron por sus celdas destacados dirigentes y simpatizantes políticos, sindicalistas, maquis y homosexuales, que eran encerrados a través de la Ley de Vagos y Maleantes.
En la década de 1990 los insumisos fueron los protagonistas de otra lucha que llevó hasta esta cárcel a decenas de ellos. Enrique Mur falleció en su celda.
Entre 1995 y 1996 el escritor Félix Romeo cumplió año y medio de condena de los dos y cuatro meses a que fue condenado por insumisión en la cárcel de Torrero. En su obra hay referencias de ello.
Ramón Rufat escribió de la cárcel de Torrero en sus memorias.
En 2005 Iván escribió  Historia de la cárcel de Torrero, 1928-1939 (Mira).
La cárcel fue empezada a demoler el 18 de julio de 2005. Los presos fueron trasladados a la cárcel de Zuera.
En las proximidades se construyó el Centro de Inserción Social Trece Rosas que atiende a personas en régimen abierto o en proceso de reinserción.

## Puerto Venecia
El parque comercial y de ocio Puerto Venecia es el más grande de España con una superficie de más de 206 000 m² y 600 000 m² de parcela. A principios de 2015 tenía ya el 96% de su superficie ocupada con más de 200 operadores.
Cuenta con más de 10 000 plazas de aparcamiento así como otros servicios y accesos desde el centro de la ciudad y regiones colindantes.
Su horario de apertura es de 10h a 22h.
En 2013 recibió 17 millones de visitas y en 2014 fueron 18 millones de visitas. En torno al 35 % procedió de comunidades y ciudades limítrofes.
El 12 de noviembre de 2002, fue presentado por el Ayuntamiento de Zaragoza el plan parcial del proyecto para su construcción.
El 11 de mayo de 2004 comenzaron las obras.
El 22 de mayo de 2007 comenzó su actividad comercial con la inauguración de Ikea.
El 3 de octubre de 2012, fue inaugurado oficialmente.
Están ubicadas en Puerto Venecia: Ikea, El Corte Inglés, Primark, Zara, Desigual, Miint Femme, H&M, Blanco, Springfield, Mango, C&A, Pull & Bear, Stradivarius, MediaMarkt, Conforama, Maisons du Monde, Casa, Saloni, Decathlon, McDonald's, Burger King, KFC, Taco Bell, 100 Montaditos, Muerde la Pasta, Foster Hollywood y Pans & Company.

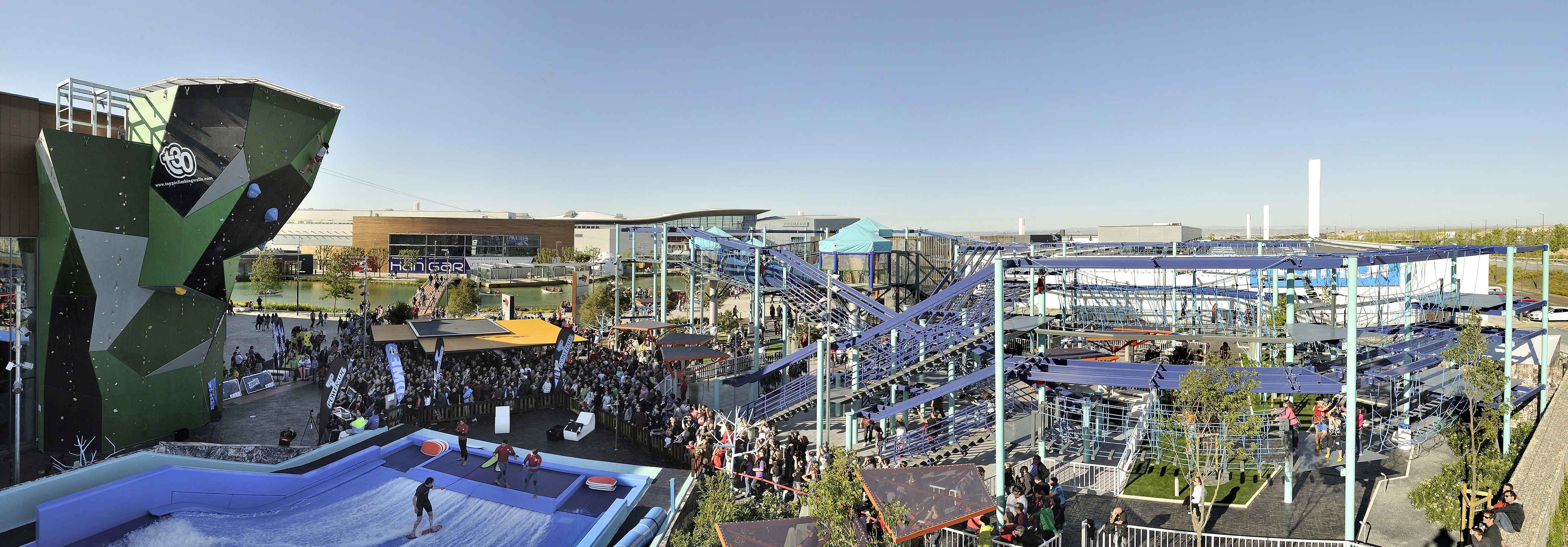
Panorámica del centro comercial
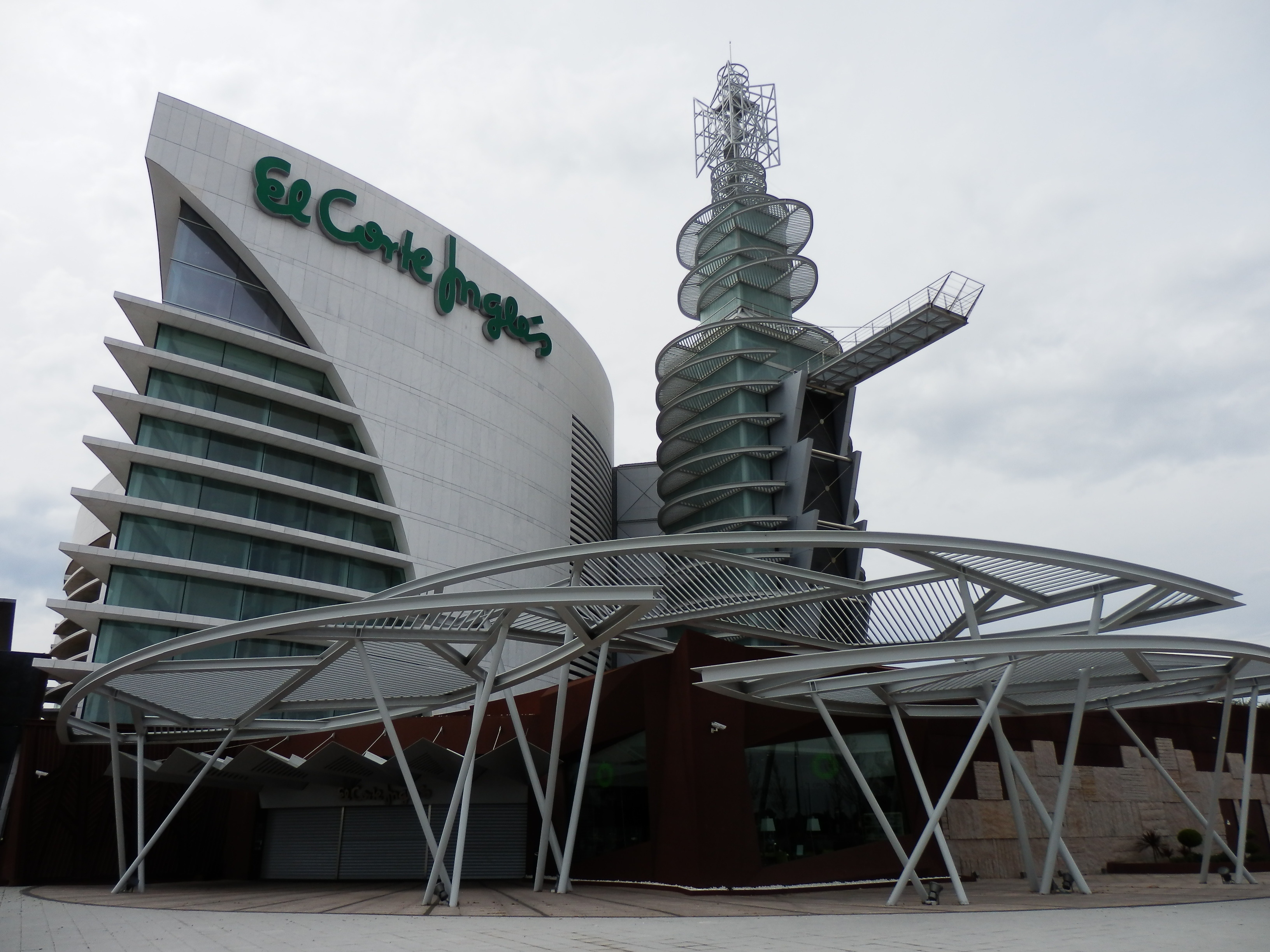
El Corte Inglés
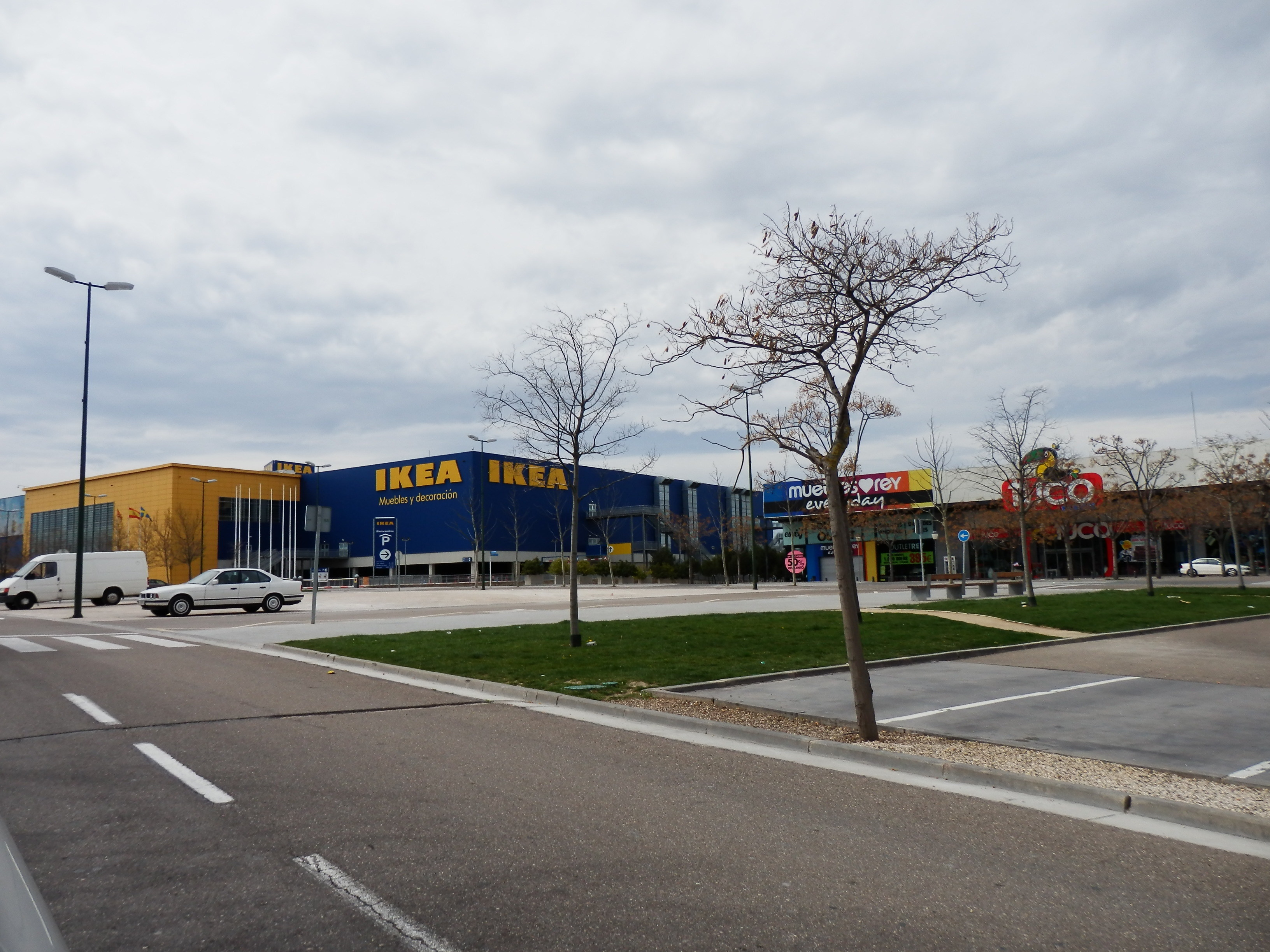
Ikea

## Polígonos industriales

### PTR
Industrias López Soriano impulsó Parque Tecnológico de Reciclado López Soriano (PTR). Están instaladas empresas de recuperación de vehículos, electrodomésticos, neumáticos, chatarra y de aparatos eléctricos y electrónicos (RAEE).
Tiene un eje central de 4800 m de largo y 120 m de ancho formado por la avenida José López Soriano y la avenida del Ozono.
En el eje están ubicadas grandes rotondas con monumentos como una noria, un avión y un globo terráqueo.
La extensión total del área a ordenar fue de 835 ha. El volumen de tierras a excavar y terraplenar fue de aproximadamente 26 millones de m³. Se crearon 218 hectáreas de zona verde, 1 420 000 m² de viales, aceras y aparcamientos, 62 km de tubería de PVC para aguas pluviales, 60 km de tuberías en la red de agua industrial y 59 km de tuberías en la red de agua potable. Acciona finalizó la obra el 28 de mayo de 2008.
Aceralia del grupo Arcelor-Mittal trasladó la empresa que estaba ubicada en el barrio del Picarral de Zaragoza. Realizó una inversión de 100 millones de euros y entró en funcionamiento en 2007.
El Ayuntamiento de Zaragoza dispone del Complejo para Tratamiento de Residuos Urbanos de Zaragoza que funciona desdefebrero de 2009.
Supuso una inversión de más de 100 millones de euros financiados por los Fondos de Cohesión de la Unión Europea y por el Ayuntamiento de Zaragoza.
Creó 150 puestos de trabajo directos y permite:
La recuperación de materiales para su posterior reciclado.
El aprovechamiento de la materia orgánica para producir biogás y compost.
La generación de energía eléctrica: el biogás obtenido se transforma en energía eléctrica mediante una instalación de cogeneración.
Están ubicadas empresas como Weber. Saint-Gobain, Gesneuma, Kalfrisa, Valorfrío, Vehículos Fuera de Uso S.L., Metalquex, Hierros Ayora, RAAEE, Recieder y Algeco.

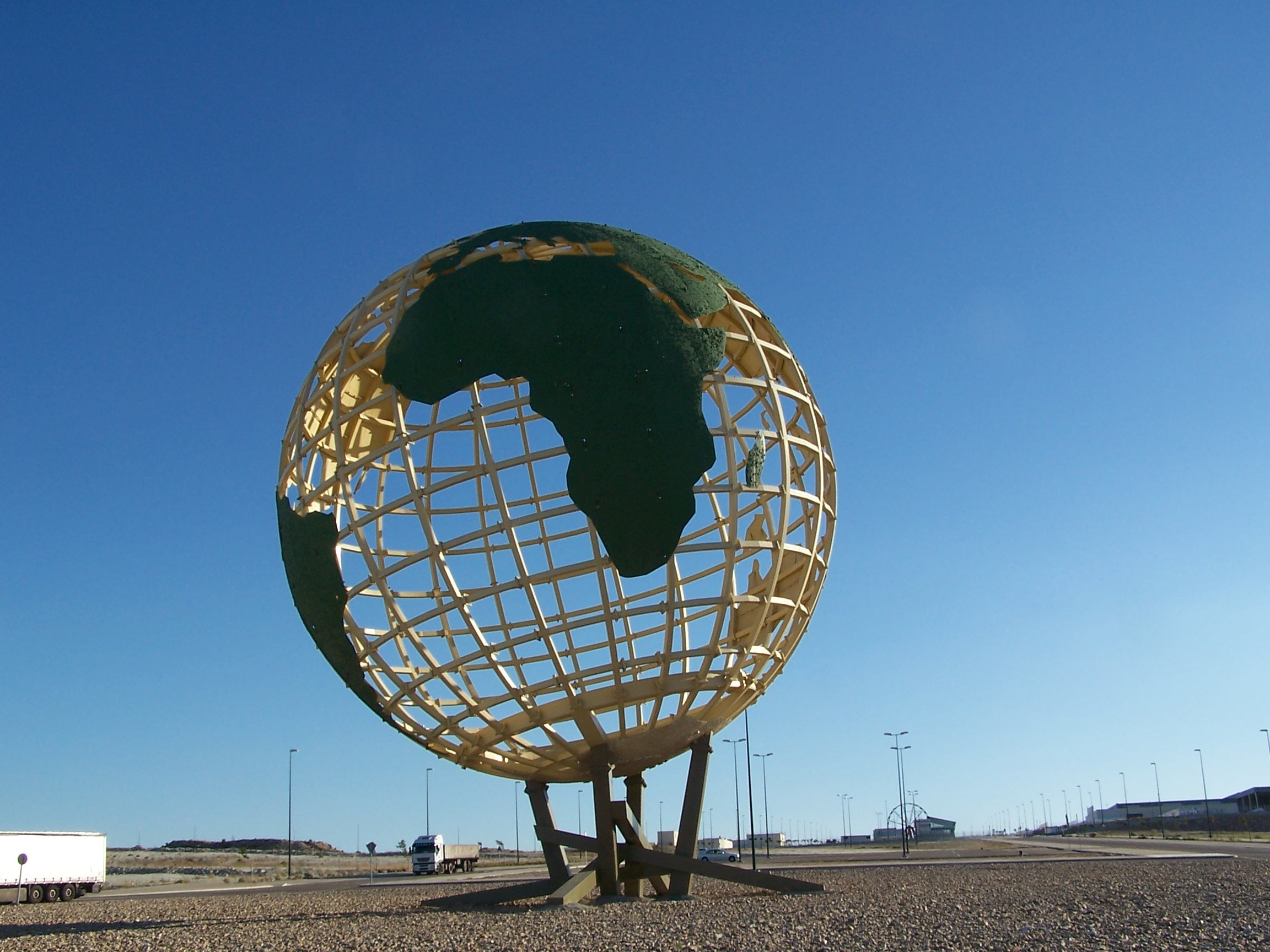
Globo terráqueo en el PTR
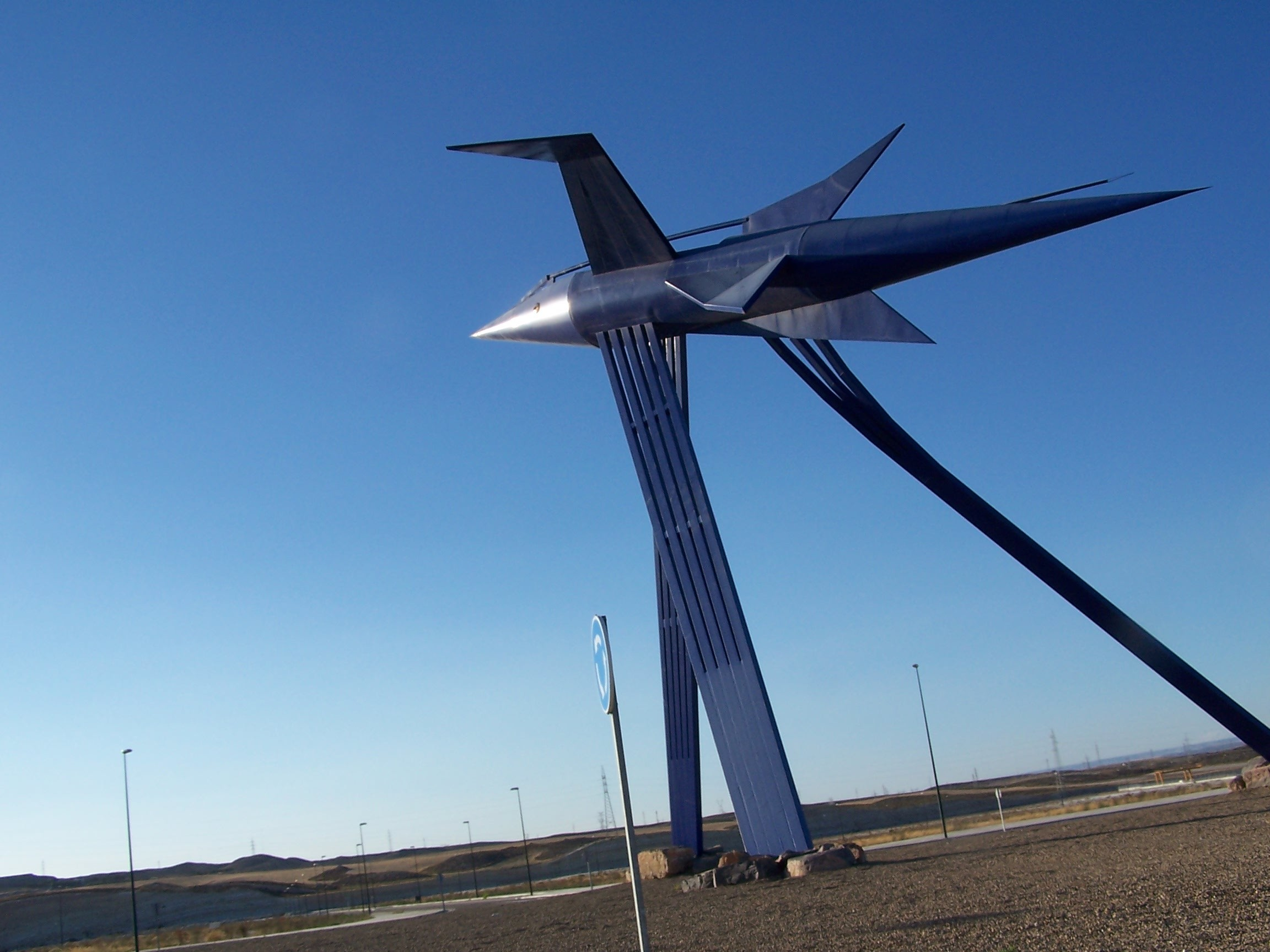
Avión en el PTR

### Empresarium
Parque empresarial Empresarium. Este polígono está entre los distritos de Torrero-La Paz y La Cartuja Baja.

## El CDM Torrero

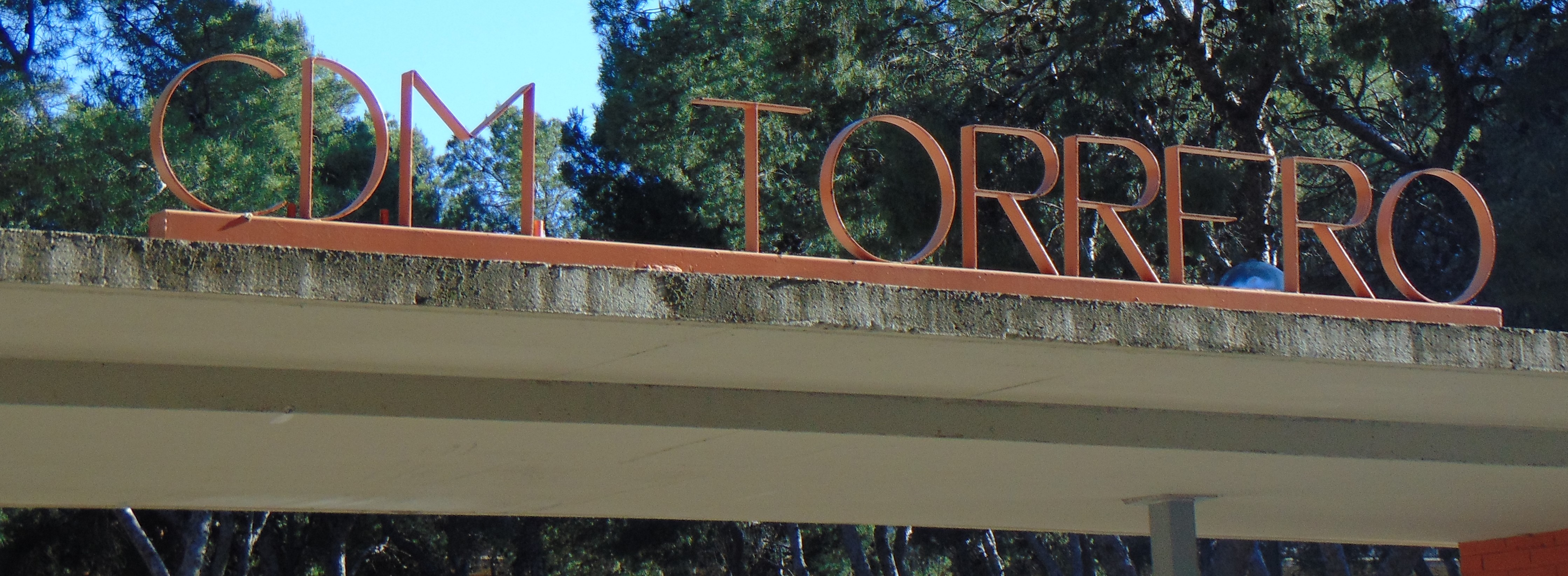

Es una instalación deportiva finalizada en 1997. Se encuentra ubicada próxima a los Pinares de Venecia y al Cementerio de Torrero, concretamente en la calle Oviedo.
Este Centro Deportivo Municipal se caracteriza por el alto número de espacios deportivos y la diversidad de los mismos que ofrece al ciudadano. Se puede destacar su piscina de 50x25 m y su pabellón cubierto de 44x22 m, así como sus cuatro pistas de pádel.